# Adamivka, Berezne
Adamivka (în ucraineană Адамівка) este un sat în așezarea urbană Sosnove din raionul Berezne, regiunea Rivne, Ucraina.

## Demografie
Componența lingvistică a localității Adamivka
     Ucraineană (98,78%)
     Rusă (1,22%)
Conform recensământului din 2001, majoritatea populației localității Adamivka era vorbitoare de ucraineană (98,78%), existând în minoritate și vorbitori de rusă (1,22%).